# Striatoppia tripurensis
Striatoppia tripurensis är en kvalsterart som beskrevs av Subías och Anurup Kumar Sarkar 1983. Striatoppia tripurensis ingår i släktet Striatoppia och familjen Oppiidae. Inga underarter finns listade i Catalogue of Life.